# 카복시아미노이미다졸 리보뉴클레오타이드
카복시아미노이미다졸 리보뉴클레오타이드(영어: carboxyaminoimidazole ribonucleotide, CAIR) 또는 5'-포스포리보실-4-카복시-5-아미노이미다졸(영어: 5'-phosphoribosyl-4-carboxy-5-aminoimidazole)은 퓨린 뉴클레오타이드 합성의 대사 중간생성물이다. 카복시아미노이미다졸 리보뉴클레오타이드(CAIR)는 5-아미노이미다졸 리보뉴클레오타이드 카복실화효소(AIR 카복실화효소)에 의해 5-아미노이미다졸 리보뉴클레오타이드(AIR)로부터 생성된다. 

## 같이 보기
- 5-아미노이미다졸 리보뉴클레오타이드 (AIR)
- N-석시닐-5-아미노이미다졸-4-카복사마이드 리보뉴클레오타이드 (SAICAR)
- 5-아미노이미다졸 리보뉴클레오타이드 카복실화효소 (AIR 카복실화효소)